# Comité de protection des personnes
 (juillet 2012).
Pour les articles homonymes, voir CPP et IRB.
Les Comités de protection des personnes (CPP) sont une institution française qui a pour rôle de s'assurer que tout projet de recherche biomédicale respecte diverses mesures (médicales, éthiques et juridiques) visant à assurer la protection des personnes qui participeront à cette recherche, la pertinence de la recherche et l'acceptabilité des risques éventuels liés à cette recherche au vu des bénéfices attendus. Le fonctionnement, la composition et le rôle des CPP sont définis par les articles du Code de la santé publique portant sur les « recherches impliquant la personne humaine » (articles L1121-1 à L1128-12), dite loi Jardé. 
Les CPP représentent l'équivalent français des research ethics committees présents dans les pays anglo-saxons et les autres pays européens. Toutefois dans la mesure où la loi française n'encadre strictement que la recherche biomédicale, certains champs de recherche impliquant néanmoins des personnes (par exemple en sciences humaines et sociales) ne relèvent pas des CPP. Les chercheurs de ces disciplines se tournent alors vers des comités d'éthique de la recherche (CER) pour lesquels il n'existe pas de statut légal.

## Fonctionnement
Le Code de la santé publique impose avant toute mise en œuvre effective d'une recherche biomédicale impliquant des personnes humaines (et en particulier d'un essai thérapeutique) que le protocole de cette recherche soit soumis à un Comité de protection des personnes et que cette évaluation résulte en un avis « favorable ». Cet avis est « conforme », c'est-à-dire que les auteurs du projet de recherche ne peuvent ni s'en dispenser ni passer outre : cet avis, s’il n’est pas favorable, interdit la mise en place de la recherche.  Un avis « défavorable »peut cependant faire l'objet d'une procédure d'appel auprès d'un autre CPP désigné par le ministère de la Santé.
Créés par la loi du 9 août 2004 portant sur la recherche biomédicale chez l'homme et visant à mettre la législation française en accord avec la Directive Européenne 2001/20/CE du 4 avril 2001 « concernant le rapprochement des dispositions législatives, réglementaires et administratives des États membres relatives à l'application de bonnes pratiques cliniques dans la conduite d'essais cliniques de médicaments à usage humain », les CPP se sont substitués aux comités consultatifs de protection des personnes dans la recherche biomédicale (CCPPRB) mis en place aux mêmes fins par la loi dite « Huriet-Sérusclat » de 1988.
Alors que l'avis des CCPPRB n'était que consultatif, celui des CPP est devenu conforme et donc plus contraignant. Néanmoins, il n'y avait pas eu d'exemple où un projet de recherche biomédicale ait été conduit malgré un avis défavorable du CCPPRB, bien que cela aurait été juridiquement possible.
Actuellement, il existe 39 CPP répartis sur 7 inter-régions de recherche clinique. Depuis la parution du décret du 16 novembre 2016, le promoteur d'un projet de recherche biomédicale n'a plus le choix du CPP auquel adresser son dossier, la répartition entre les CPP se fait par tirage au sort sous la responsabilité de la Commission Nationale des recherches impliquant la personne humaine.

## Composition des Comités de protection des personnes
Depuis mars 2022, les CPP comportent 36 membres répartis en deux collèges. Le législateur a souhaité maintenir, voire renforcer, le pluralisme des membres déjà présent dans les anciens CCPPRB. À cette fin, les CPP sont constitués à parité par deux collèges principaux :
- 18 membres appartenant au monde médical, dont au moins : médecins qualifiés en matière de recherche (8, dont au moins quatre médecins et deux personnes compétentes en biostatistiques ou en épidémiologie), médecins généralistes (2), pharmaciens (2) et auxiliaires médicaux (2) ;
- 18 membres appartenant à la « société civile », dont au moins deux qualifiés en matière d'éthique, quatre qualifiés dans le domaine des sciences humaines et sociales ou dans le domaine de l'action sociale, quatre juristes et six représentants d'associations agréées de malades ou d'usagers du système de santé.

Cette composition est une augmentation considérable par rapport à la version précédente du Code de la santé publique, qui prévoyait 28 membres par CPP, dont 14 suppléants.
Divers textes réglementaires définissent le mode de fonctionnement, les bases de jugement et les obligations (en particulier en termes de délai de réponse) des CPP dont le financement est assuré par une subvention annuelle attribuée à chaque comité par le ministère de la santé.
De longue date, les CCPPRB ont éprouvé le besoin de se regrouper dans une conférence nationale afin, en particulier, d'essayer de définir une attitude pratique devant certaines imprécisions de la loi, d'uniformiser autant que possible le fonctionnement des comités et de proposer un interlocuteur unique aux autorités de tutelle. Cette « Conférence Nationale des Comités de Protection » (CNCP) a participé activement à l'élaboration des textes d'application de la loi de 2004 et poursuit son travail avec les CPP. 
Depuis la loi du 5 mars 2012, la Commission Nationale des Recherches portant sur la Personne Humaine (CNRIPH) assure la coordination, l'harmonisation et l'évaluation des CPP. La CNRIPH est composée de 22 membres nommés par arrêté du Ministre de la santé pour 3 ans et émet diverses recommandations concernant l'évaluation éthique de la recherche portant sur la personne humaine.
Il faut enfin préciser que le seul avis favorable d'un CPP est insuffisant pour mettre en œuvre une recherche dite de catégorie 1 c'est-à-dire interventionnelle, tel qu'un essai clinique portant sur un médicament ou une investigation clinique portant sur un dispositif médical. Le promoteur de cette recherche doit également obtenir l'autorisation d'une « autorité compétente », qui est l'Agence nationale de sécurité du médicament et des produits de santé (ANSM). Il est donc nécessaire d'avoir l'autorisation de l'ANSM et un avis favorable du CPP pour commencer une recherche impliquant la personne humaine de catégorie 1. Pour les recherches portant sur la personne humaine de catégorie 2 (définies comme étant « à risques et contraintes minimes ») ou 3 (non interventionnelles), l'avis du CPP suffit.